# Hare Bay, Newfoundland (ort)
Hare Bay är en ort i Kanada.   Den ligger i provinsen Newfoundland och Labrador, i den östra delen av landet, 1 700 km öster om huvudstaden Ottawa. Hare Bay ligger 29 meter över havet och antalet invånare är 968.
Terrängen runt Hare Bay är platt. Havet är nära Hare Bay söderut. Trakten är glest befolkad. Närmaste större samhälle är Glovertown, 18,5 km söder om Hare Bay. 
I omgivningarna runt Hare Bay växer i huvudsak blandskog.